# Mattawan (Míchigan)
Mattawan es una villa ubicada en el condado de Van Buren en el estado estadounidense de Míchigan. En el Censo de 2010 tenía una población de 1997 habitantes y una densidad poblacional de 200,9 personas por km².

## Geografía
Mattawan se encuentra ubicada en las coordenadas 42°13′8″N 85°47′24″O / 42.21889, -85.79000. Según la Oficina del Censo de los Estados Unidos, Mattawan tiene una superficie total de 9.94 km², de la cual 9.88 km² corresponden a tierra firme y (0.63%) 0.06 km² es agua.

## Demografía
Según el censo de 2010, había 1997 personas residiendo en Mattawan. La densidad de población era de 200,9 hab./km². De los 1997 habitantes, Mattawan estaba compuesto por el 93.89% blancos, el 2.15% eran afroamericanos, el 0.6% eran amerindios, el 0.25% eran asiáticos, el 0% eran isleños del Pacífico, el 0.4% eran de otras razas y el 2.7% pertenecían a dos o más razas. Del total de la población el 3.86% eran hispanos o latinos de cualquier raza.